# 昆西市華埠
根據波士頓麻省大學亞裔美國人研究所2010年年度報告，昆西市華人人口14,518人，佔全市人口百分之十六，是州內第二大華人聚居地，以華人人口比率計算，比波士頓還高出三倍。

## 華人社區分佈
主要華人商業分佈於北昆西區的Billings Road及Hancock Street一帶，Wollaston區的Brook Street及Hancock Street一帶和昆西市中心區南鄰近的總統廣場President Plaza。

## 華人社區對市內影響
- 市政府因應華人及亞裔人口比例,特設昆西市亞裔事務所。
- 因應市內的華人購買力，當地一家大型西人超市，特別設置整行貨架，專門售賣華人食品。
- 多家波士頓唐人街商戶及組織,都在這區開設分店,一紐約大型華人超市亦選址在這區開分店。